# Ур-Уту (Урук)
Ур-Уту — п'ятий і останній правитель з 4-ї династії Урука. Переклад його імені означає «слуга бога (Сонця) Уту».
Згідно з шумерським списком царів, п'ятий правитель з 4-ї династії Урука. Попередником був правитель Пузур-ілі.
Фрагмент, що стосується цього, звучить так:

«Ур-Уту (з Урука) правив 6 років».
Потім у Шумерському списку царів зазначено, що «Урук був переможений, а його землі було передано орді/військам гутіїв».
Після цього в Месопотамії почала правити Ґутіанська династія.